# Доходный дом Блиновых
Доходный дом Блиновых — памятник градостроительства и архитектуры в историческом центре Нижнего Новгорода. Построен в 1853—1890-е годы. Автор первоначального проекта — архитектор Н. И. Ужумедский-Грицевич. Автор проекта перестройки не установлен.
Дом — бывшее центральное здание комплекса торговых лабазов купцов Блиновых. Перестроено в 1890-е году и превращено в доходный дом. Является частью исторической застройки древнейшего Нижнего торга.

## История
С 1850-х годов участок в квартале между Софроновской площадью (сегодня — площадь Маркина), улицей Рождественской, Нижней набережной Оки (сегодня — Нижневолжская набережная) и переулком Рождественским (сегодня — переулок Городецкий) перешёл в собственность чебоксарским купцам, позднее записавшимся в нижегородское купечество, братьям А. А. и Ф. А. Блиновым. На протяжении полувека все участки в квартале принадлежали разным поколениям рода Блиновых.
В соответствии с новым планом Софроновской площади, утверждённым в середине XIX века, линия застройки была отодвинута и незастроенная полоса земли предназначалась к застройке каменными зданиями. Блиновы приобрели у города смежную с их участком землю и в 1853 году предоставили городским властям на утверждение «Фасады на постройку каменных 2-ух этажных лабазов с лавками на лицо» в Рождественской части по Софроновской площади. Общее Присутствие Нижегородской Губернской Строительной и Дорожной Комиссии рассмотрело и одобрило проект.
Подготовленный архитектором Н. И. Ужумедским-Грицевичем, проект решал утилитарные задачи архитектурного комплекса. Здания составляли трёхчастную композицию: два двухэтажных корпуса по углам квартала и третий по центру фасадом на площадь. Все корпуса со стороны площади соединялись аркадами. Предложенная архитектором симметричная композиция, характерная для классицистических ансамблей, соответствовала его местоположению на центральной площади Нижнего торга.
В течение 1853—1854 годов лабазы были возведены. В 1890-е годы здание центрального лабаза было перестроено под размещение доходного дома, с правой стороны устроена парадная лестница и надстроен третий этаж.

## Архитектура
Здание доходного дома отличается богатым эклектичным декором, восходящим к итальянскому Ренессансу и включающим барочные мотивы. Фасад симметричен, что достигнуто акцентированием центральной оси двумя балконами с коваными ограждениями на втором и третьем этажах.